# Historia de las mujeres
La historia de las mujeres es un término de conocimiento histórico para saber leer, escribir y conocer el pasado y presente de la figura femenina y su relación con el género masculino. Engloba también escritos, artículos, monografías y bibliografías. Es una materia de grado y posgrado en universidades de todo el mundo ya que se investiga en la escritura, enseñanza y política para conocer su papel.
La historia de las mujeres es un enfoque histórico crítico con la historia tradicional y vinculado al surgimiento del movimiento feminista y el feminismo académico. La historia de las mujeres recupera el papel de las mujeres en la historia, un papel ocultado por los mecanismos que ha desarrollado históricamente el patriarcado. Además de la recuperación del papel de las mujeres en diversas clases sociales y momentos históricos, el enfoque de género de la historia trata de desentrañar los mecanismos opresivos que han producido las desigualdades. Para ello utiliza el género como categoría de análisis, tal y como propuso la historiadora Joan Scott en 1986, con el doble objetivo de recuperar el papel desempeñado por las mujeres a lo largo de la historia, y conocer los mecanismos de poder patriarcales, estos estudios históricos han abordado, por una parte, perspectivas estructuralistas o propias de la historia social (trabajo, instituciones, política tradicional, clase social, movimientos políticos, parentesco, etc). Se vienen desarrollando también enfoques históricos postestructuralistas más basados en el análisis de discursos y representaciones, del cuerpo, la construcción de la dicotomía feminidad/masculinidad y la subjetividad o la producción de saberes y ciencia. 
La historia de las mujeres o del género no son dos ramas segregadas puesto que el objetivo de la tarea investigadora es común: desentrañar las razones históricas de las desigualdades y dicotomías sexo/género y el funcionamiento del patriarcado como régimen opresivo. Como otras áreas dentro de los estudios de las mujeres o de género, la metodología de investigación es interdisciplinar, tomando enfoques de la teoría feminista, la crítica literaria, la historia cultural, la sociología o la antropología críticas y feminista.

## Historia de las mujeres en España
Para conocer la historia de la figura femenina debemos de tener en cuenta la influencia de acontecimientos como la invasión y pervivencia musulmana y judía, las consecuencias de la Contrarreforma, la Ilustración y el movimiento revolucionario liberal de Europa del Sur.

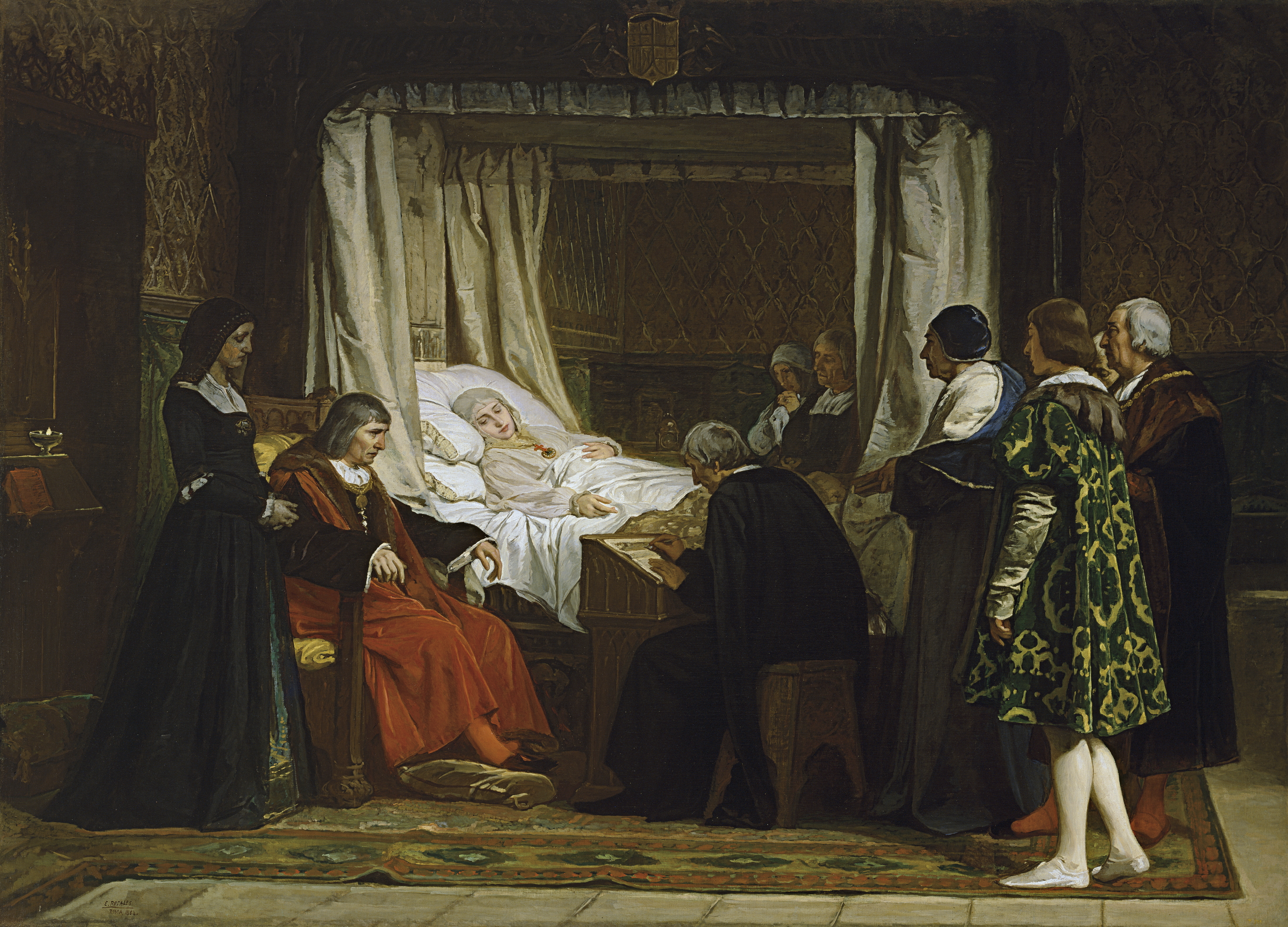
Doña Isabel la Católica dictando su testamento. Fallecida en 1504, Isabel la Católica es la mujer más importante de la historia de España.
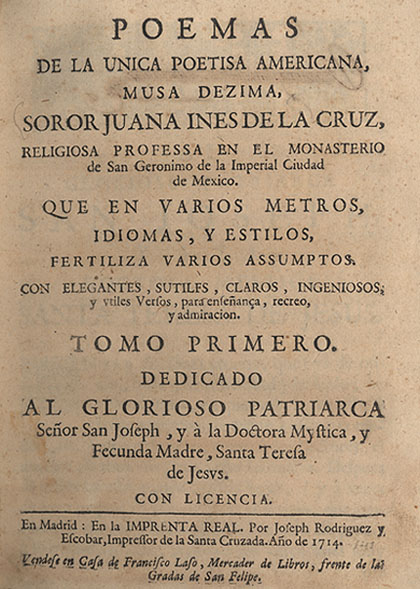
Primero sueño (1692) Sor Juana Inés de la Cruz
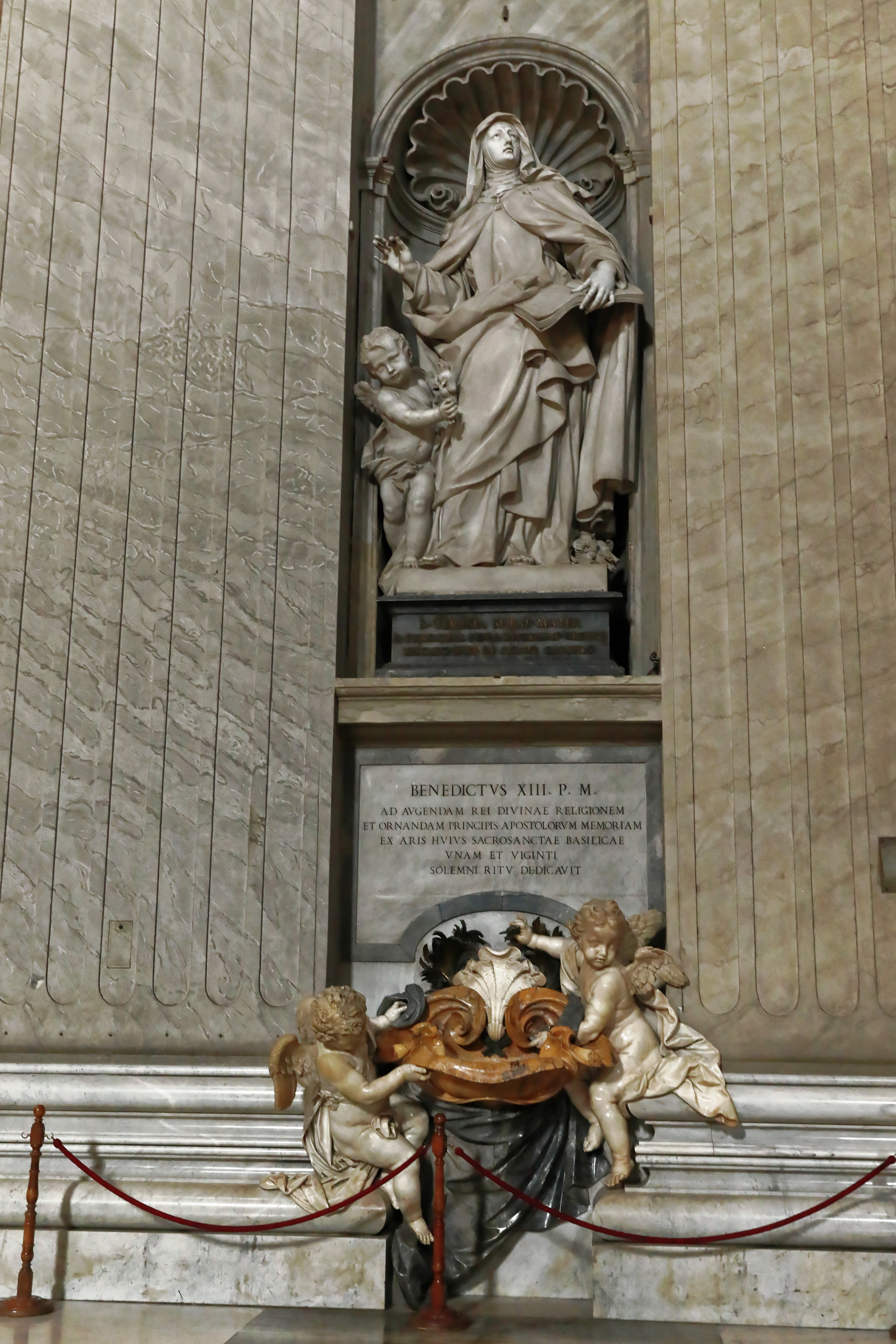
Santa Teresa de Jesús en la basílica de San Pedro. Fundadora de los Carmelitas Descalzos, escritora y mística.
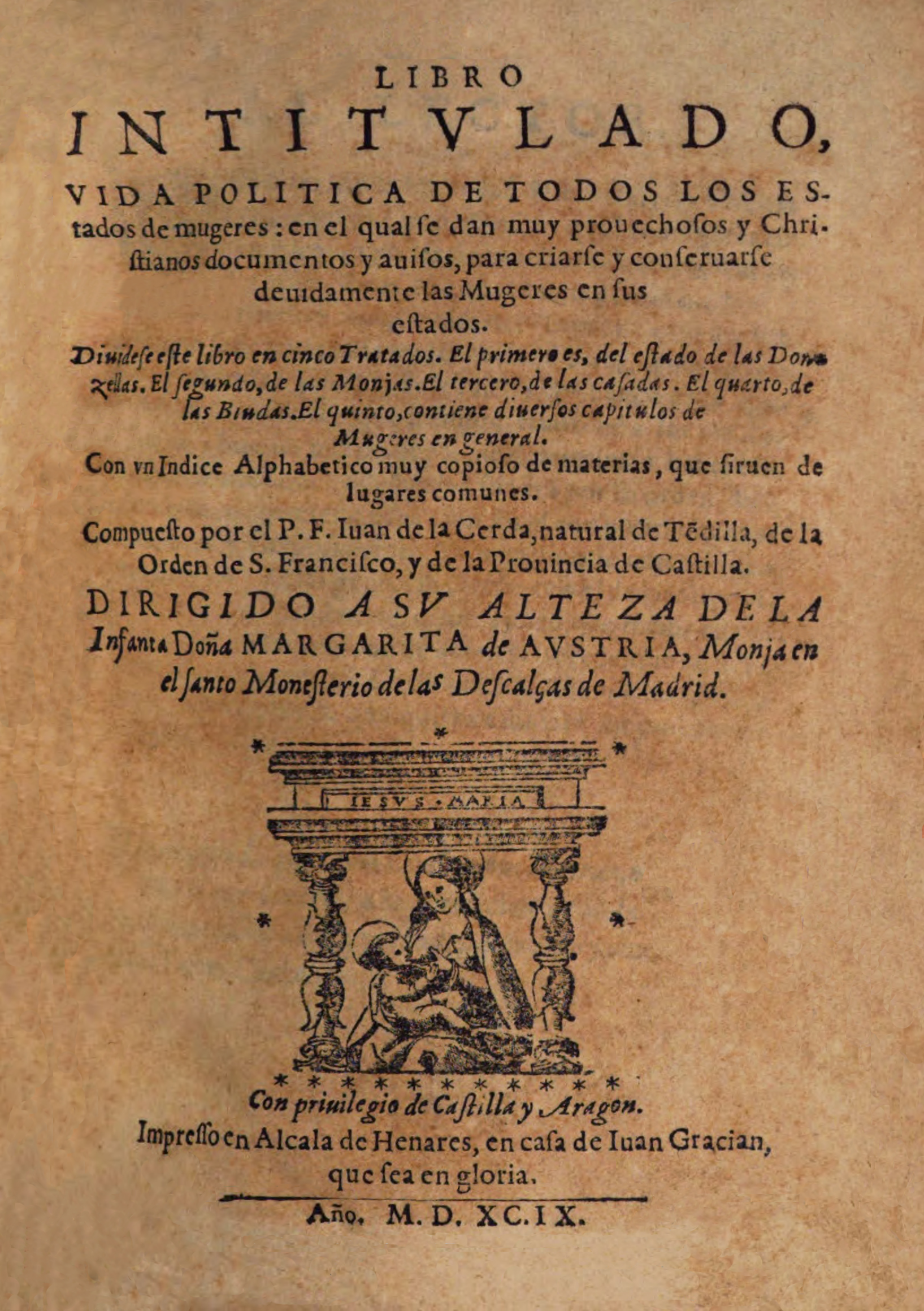
Vida política de todos los estados de mujeres, de Juan de la Cerda (1599).

Durante la época medieval los trabajos históricos eran escritos por los hombres hasta finales de los setenta cuando un grupo de mujeres historiadoras comienzan a abordar cuestiones y estudios sobre el género femenino en temas sobre las mujeres en la España Musulmana, su papel en la religión, su vida cotidiana y su anatomía y reproducción. 
En la historia moderna se produce una serie de cambios en los temas con el influjo de la historia social mediante Thompson y de la mentalidad por el pensamiento de Michel Vovelle. Los temas llevan a cabo una investigación de las normas del Antiguo Régimen según la condición de la mujer, la imagen y representación simbólica de ellas, su educación y nivel de conocimiento y también su poder. Se hace hincapié en su representación en la familia y el matrimonio y su herencia. Se estudia los trabajos laborales centrados en el servicio doméstico, labores religiosas, puestos de trabajos en la industria de textil y tabaco. Y por último se da especial importancia a la prostitución y a la delincuencia femenina.
En la historia contemporánea se da una gran importancia a la condición social de la mujer en su papel en el movimiento obrero y al feminismo español del siglo XIX y siglo XX. Durante este periodo destaca el papel de Emilia Pardo Bazán en la representación social de los sexos y la codificación legal de la mujer en el Código Civil estableciendo obediencia a su marido como figura legal y dueño de los bienes.
Para finalizar, el siglo XX habla sobre temas de industrialización y actividades comerciales donde será significativa la llegada de la mujer a la economía. Comenzará a ocupar puestos de trabajos con su respectivo salario dejando de lado las labores domésticas. Aunque dentro de la educación las mujeres siguen sin poder ir a los colegios públicos pero aumenta el número de privados. En los últimos años las investigaciones se centraron más en la familia, vida privada, aborto y la literatura. También cabe destacar los diferentes estudios de género que se están realizando en el siglo XXI sobre la estructura cerebral de mujeres y hombres, teniendo estos estudios precedentes tan antiguos como el estudio de François Poullain de la Barre en 1673, afirmando que la mente y el intelecto no tenían sexo, basándose en los estudios anatómicos, que indicaban según el autor del estudio, que no había diferencias en el cerebro y en los órganos sensoriales de las mujeres y de los hombres.

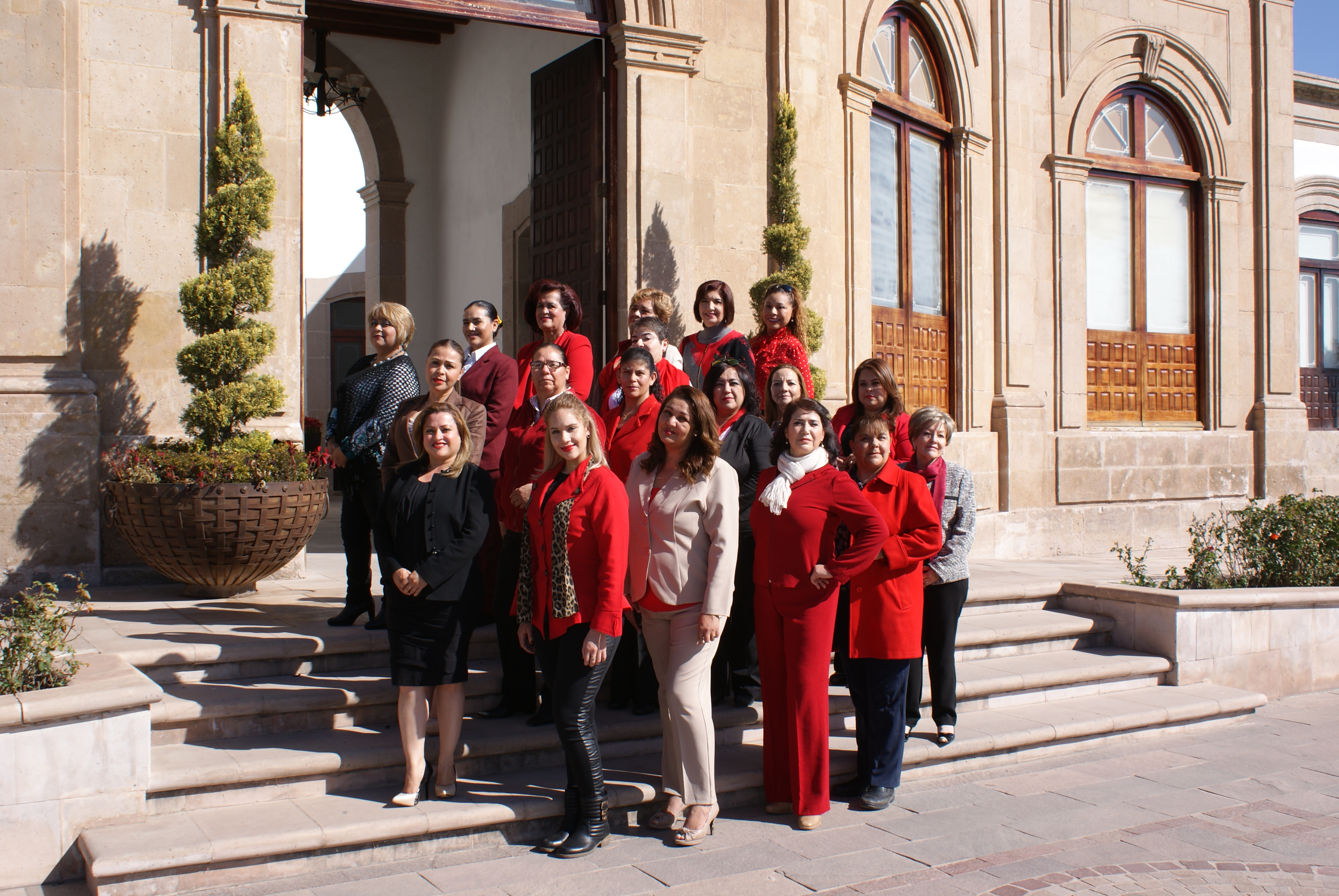
Presidenta fundadora del primer colegio de mujeres en el estado de Durango. Lucha por la igualdad de género y por la actualización jurídica.